# Yonjigen: Four Dimensions
Yonjigen: Four Dimensions è il ventisettesimo singolo del gruppo musicale giapponese Mr. Children, pubblicato il 29 giugno 2005, ed incluso nell'album I Love U. Il singolo ha raggiunto la prima posizione della classifica Oricon dei singoli più venduti in Giappone, vendendo 569 116 copie.

## Tracce
CD Singolo TFCC-89139
1. Mirai (未来)
2. and I love you
3. Running High (ランニングハイ)
4. Yooidon (ヨーイドン)
5. Yooidon (Instrumental) (ヨーイドン (インストゥルメンタル))

## Classifiche
| Classifica (2008) | Posizione più alta |
| ----------------- | ------------------ |
| Giappone (Oricon) | 1                  |